# Ди Томме, Лука
Лука ди Томме (итал. Luca di Tomme; фигурирует в документах Сиены с 1355 по 1389 год) — живописец итальянского проторенессанса сиенской школы.
Лука ди Томме, возможно, обучался искусству живописи у Никколо ди Сер Соццо, по иной версии — в мастерской Лоренцетти. Первое предположение опирается на близость некоторых работ Лука ди Томме манере Никколо, и на тот факт, что алтарь «Мадонна и четверо святых» (1362) из сиенской Пинакотеки они создавали вместе, так как на нём стоят подписи обоих мастеров.
Согласно второй версии чувство пластики и драматизма Лука явно перенял у Пьетро Лоренцетти. Так или иначе, но в зрелом возрасте Лука ди Томме был уважаемым в Сиене гражданином, участвовал в правительственных делах, имел крупную художественную мастерскую, которая выполняла заказы не только сиенских заказчиков, но и заказчиков из других мест Тосканы. Лука ди Томме на протяжении многих лет выполнял работы для Собора в Сиене. Ныне его авторству приписывается около 50 произведений из разных музеев мира. Он создавал фрески, которые не дожили до наших дней. Среди его самых крупных произведений следует упомянуть «Распятие» (1366,Пиза, Муниципальный музей), и полиптих 1367 года из сиенской Пинакотеки.